# Río Ticumpinia
Der Río Ticumpinia ist ein etwa 67 km langer rechter Nebenfluss des Río Urubamba im Osten von Peru in der Region Cusco. 

## Flusslauf
Der Río Ticumpinia entspringt im Osten des Distrikts Echarati in der Provinz La Convención. Das Quellgebiet liegt auf einer Höhe von etwa 1680 m in den vorandinen Höhenkämmen der peruanischen Ostkordillere. Der Río Ticumpinia fließt in westlicher Richtung. Ab Flusskilometer 56 fließt er im Distrikt Megantoni. Bei Flusskilometer 42 trifft ein größerer Nebenfluss von Süden kommend auf den Río Ticumpinia. Bei Flusskilometer 26 mündet der Río Taperachi, der bedeutendste Nebenfluss, ebenfalls von links in den Río Ticumpinia. Dieser mündet schließlich bei der Siedlung Saringabeni auf einer Höhe von etwa 427 m in den Río Urubamba.

## Einzugsgebiet
Der Río Ticumpinia entwässert ein Areal von etwa 1030 km². Dieses liegt im Osten des Distrikts Echarati sowie im Südosten des Distrikts Megantoni. Das Gebiet liegt an der Nordostflanke der peruanischen Ostkordillere und ist mit tropischem Regenwald bedeckt. Das Einzugsgebiet des Río Ticumpinia oberhalb von Flusskilometer 26 befindet sich im Schutzgebiet Santuario Nacional Megantoni. Das Einzugsgebiet des Río Ticumpinia grenzt im Norden und im Osten an das des Río Timpía, im Süden an das des Río Yavero sowie im Südwesten an das des Río Yoyato.